# Xanthias canaliculatus
Xanthias canaliculatus är en kräftdjursart som beskrevs av M. J. Rathbun 1906. Xanthias canaliculatus ingår i släktet Xanthias och familjen Xanthidae. Inga underarter finns listade i Catalogue of Life.